# Écurey-en-Verdunois
Écurey-en-Verdunois est une commune française située dans le département de la Meuse, en région Grand Est.

## Géographie

### Hydrographie
La commune est dans le bassin versant de la Meuse au sein du bassin Rhin-Meuse. Elle est drainée par le ruisseau le Harbon,.

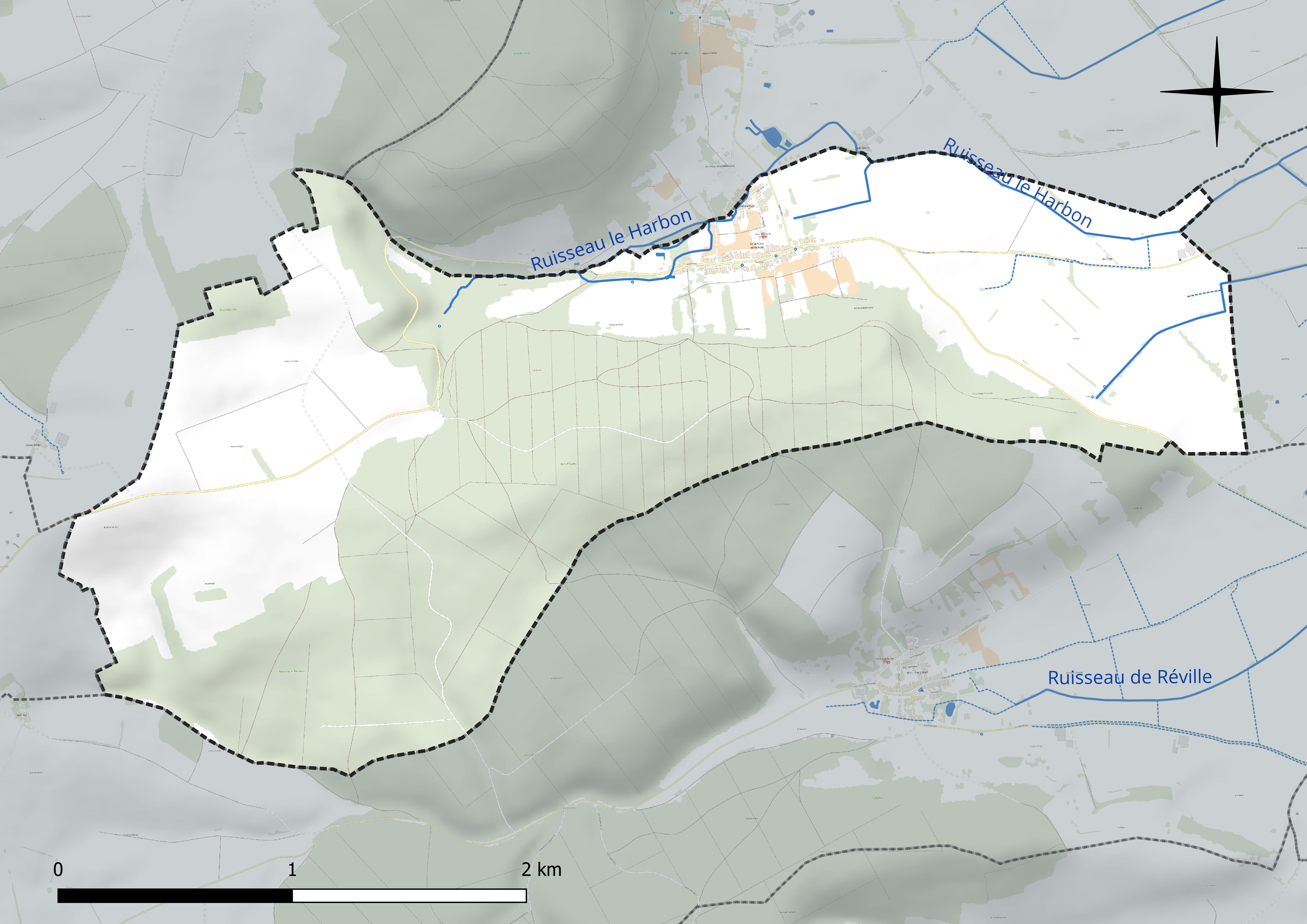
Réseau hydrographique d'Écurey-en-Verdunois.

### Climat
Pour des articles plus généraux, voir Climat du Grand Est et Climat de la Meuse.
En 2010, le climat de la commune est de type climat de montagne, selon une étude du Centre national de la recherche scientifique s'appuyant sur une série de données couvrant la période 1971-2000. En 2020, Météo-France publie une typologie des climats de la France métropolitaine dans laquelle la commune est exposée à un climat océanique altéré et est dans la région climatique  Lorraine, plateau de Langres, Morvan, caractérisée par un hiver rude (1,5 °C), des vents modérés et des brouillards fréquents en automne et hiver. 
Pour la période 1971-2000, la température annuelle moyenne est de 9,6 °C, avec une amplitude thermique annuelle de 16,2 °C. Le cumul annuel moyen de précipitations est de 980 mm, avec 13,9 jours de précipitations en janvier et 9,9 jours en juillet. Pour la période 1991-2020, la température moyenne annuelle observée sur la station météorologique de Météo-France la plus proche, « Mouzay », sur la commune de Mouzay à 15 km à vol d'oiseau, est de 10,6 °C et le cumul annuel moyen de précipitations est de 789,5 mm. 
La température maximale relevée sur cette station est de 40,4 °C, atteinte le 24 juillet 2019 ; la température minimale est de −15,3 °C, atteinte le 20 décembre 2009,,. 
Les paramètres climatiques de la commune ont été estimés pour le milieu du siècle (2041-2070) selon différents scénarios d'émission de gaz à effet de serre à partir des nouvelles projections climatiques de référence DRIAS-2020. Ils sont consultables sur un site dédié publié par Météo-France en novembre 2022.

## Urbanisme

### Typologie
Au 1er janvier 2024, Écurey-en-Verdunois est catégorisée commune rurale à habitat dispersé, selon la nouvelle grille communale de densité à sept niveaux définie par l'Insee en 2022.
Elle est située hors unité urbaine et hors attraction des villes,.

### Occupation des sols
L'occupation des sols de la commune, telle qu'elle ressort de la base de données européenne d’occupation biophysique des sols Corine Land Cover (CLC), est marquée par l'importance des territoires agricoles (50,3 % en 2018), une proportion identique à celle de 1990 (50,3 %). La répartition détaillée en 2018 est la suivante : 
forêts (49,7 %), terres arables (21,6 %), prairies (21,5 %), zones agricoles hétérogènes (7,2 %). L'évolution de l’occupation des sols de la commune et de ses infrastructures peut être observée sur les différentes représentations cartographiques du territoire : la carte de Cassini (XVIIIe siècle), la carte d'état-major (1820-1866) et les cartes ou photos aériennes de l'IGN pour la période actuelle (1950 à aujourd'hui).

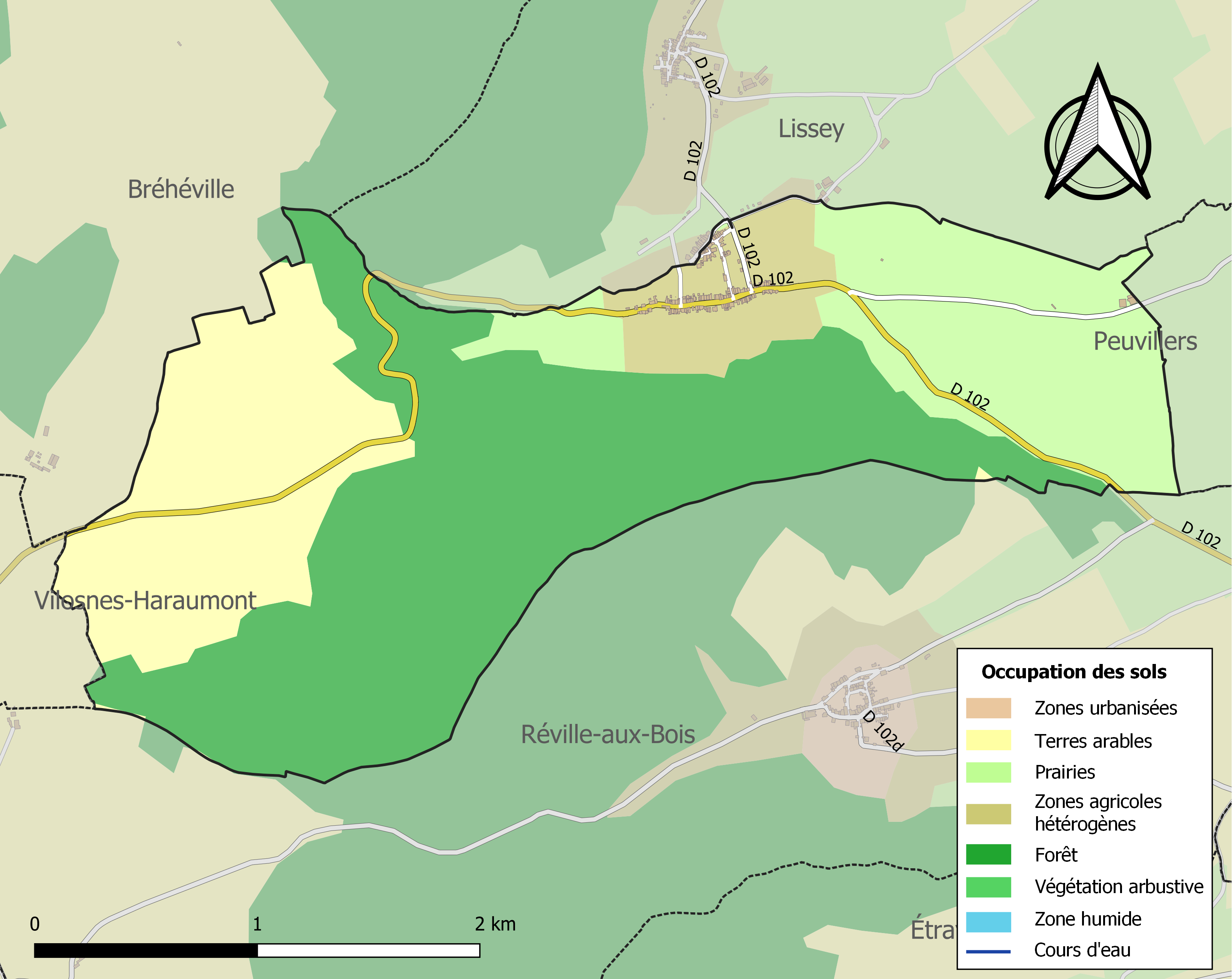
Carte des infrastructures et de l'occupation des sols de la commune en 2018 (CLC).

## Toponymie
Le nom de la localité est attesté sous les formes Escureium (1224) ; Escurei (1233) ; Escurey (1529).

Le Verdunois ou « Pays verdunois », est la région de Verdun dans le département français de la Meuse.

## Politique et administration

### Liste des maires
| Période                                  | Période  | Identité            | Étiquette | Qualité |
| ---------------------------------------- | -------- | ------------------- | --------- | ------- |
| Les données manquantes sont à compléter. |          |                     |           |         |
| mars 2001                                | mai 2020 | Claude Aubry        |           |         |
| mai 2020                                 | En cours | Christian Thiébault |           |         |

## Population et société

### Démographie
L'évolution du nombre d'habitants est connue à travers les recensements de la population effectués dans la commune depuis 1793. Pour les communes de moins de 10 000 habitants, une enquête de recensement portant sur toute la population est réalisée tous les cinq ans, les populations de référence des années intermédiaires étant quant à elles estimées par interpolation ou extrapolation. Pour la commune, le premier recensement exhaustif entrant dans le cadre du nouveau dispositif a été réalisé en 2004.

En 2022, la commune comptait 113 habitants, en évolution de −11,02 % par rapport à 2016 (Meuse : −4,4 %, France hors Mayotte : +2,11 %).
| 1793 | 1800 | 1806 | 1821 | 1831 | 1836 | 1841 | 1846 | 1851 |
| ---- | ---- | ---- | ---- | ---- | ---- | ---- | ---- | ---- |
| 512  | 579  | 589  | 570  | 609  | 624  | 638  | 633  | 633  |

| 1856 | 1861 | 1866 | 1872 | 1876 | 1881 | 1886 | 1891 | 1896 |
| ---- | ---- | ---- | ---- | ---- | ---- | ---- | ---- | ---- |
| 539  | 556  | 546  | 509  | 510  | 468  | 505  | 504  | 488  |

| 1901 | 1906 | 1911 | 1921 | 1926 | 1931 | 1936 | 1946 | 1954 |
| ---- | ---- | ---- | ---- | ---- | ---- | ---- | ---- | ---- |
| 457  | 428  | 387  | 330  | 319  | 282  | 268  | 277  | 269  |

| 1962 | 1968 | 1975 | 1982 | 1990 | 1999 | 2004 | 2006 | 2009 |
| ---- | ---- | ---- | ---- | ---- | ---- | ---- | ---- | ---- |
| 247  | 240  | 200  | 161  | 156  | 151  | 133  | 132  | 138  |

| 2014 | 2019 | 2022 | - | - | - | - | - | - |
| ---- | ---- | ---- | - | - | - | - | - | - |
| 129  | 118  | 113  | - | - | - | - | - | - |

## Culture locale et patrimoine

### Lieux et monuments
- L'église de l'Assomption : la tour de l'église présente encore des fenêtres trilobées sur les côtés. En outre, le portail est surmonté d'une rosace et d'un tympan. L'église possède trois nefs et un chevet. L'intérieur de l'édifice est de style gothique. Des peintures de style classique, très colorées, ornent le plafond et les murs du chœur de l'église. Elles présentent des scènes religieuses et figurent des saints et des prophètes.
- Le lavoir d'Ecurey-en-Verdunois a été jusqu'en 1789, utilisé comme un four banal pour cuire le pain et cela a été tenu par les paysans du village. Par ailleurs, en contrepartie, ils devaient payer un droit au seigneur du lieu. Par la suite, les fours deviennent de la compétence des communes. De plus, certains foyers en possèdent également afin de pouvoir faire leur propre pain. L'ancien four banal d'Écurey-en-Verdunois disparaît à la suite de la Révolution française. Par la suite, le bâtiment est reconstruit et transformé en lavoir et orné d'un cygne par la suite jusqu'à ce jour.
- Les flamandes : ces maisons de la campagne meusienne étaient généralement construites les unes à côté des autres, sur toute la profondeur du bâtiment. De plus, elles possédaient au moins une pièce borgne. Cette ouverture de taille variable est de forme pyramidale sur la toiture et filtre la lumière par une mitre de verre.

Typiquement lorraine, la flamande apparaît dans les années 1830-1840.
Il y a un circuit des flamandes au cœur du village comportant 12 étapes pour découvrir le village meusien et ses particularités.